# Roberto Frigerio
Roberto Frigerio (Le Havre, 16 de maio de 1938) é um ex-futebolista suíço que atuava como atacante.

## Carreira
Roberto Frigerio fez parte do elenco da Seleção Suíça na Copa do Mundo de 1962.